# Грязев, Михаил Васильевич
Михаи́л Васи́льевич Гря́зев (7 сентября 1961, Тула — 8 февраля 2024, Стукалово, Тульская область) — российский ученый, деятель высшего образования. Ректор Тульского государственного университета (2006—2021). Депутат Тульской областной думы V—VII созывов (11 октября 2009 — 8 февраля 2024).

## Биография

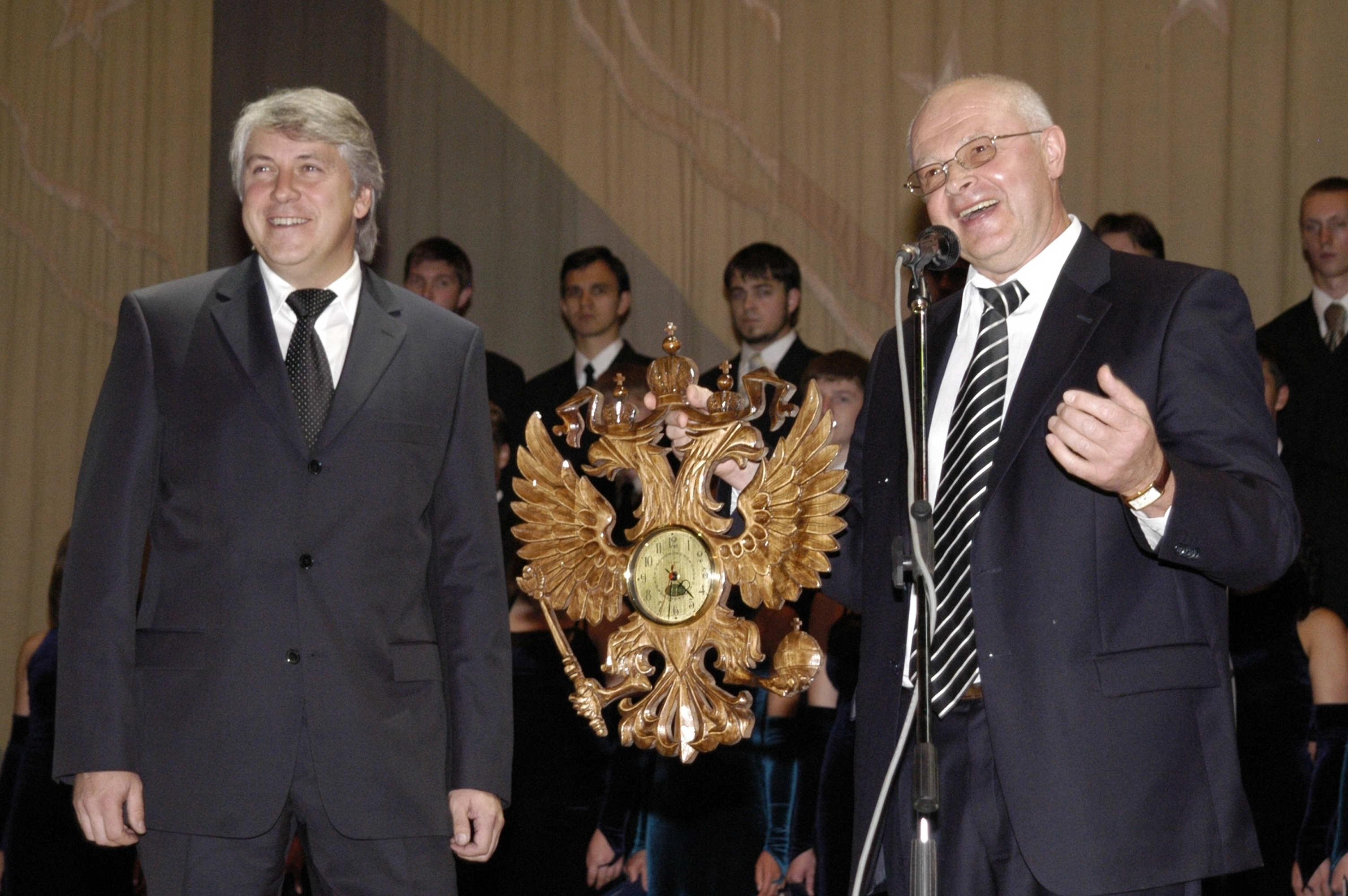
Инаугурация ректора Тульского государственного университета, 18 сентября 2006

Родился 7 сентября 1961 года в Туле (по другим данным — в Подольске) в семье российского конструктора автоматического артиллерийского и стрелкового вооружения Василия Петровича Грязева (1928—2008). Учился в тульской школе № 58.
Окончил Тульский политехнический институт. Начал трудовую деятельность в 1978 году в период обучения в ТулПИ в должности лаборанта ОНИЛ-8. После окончания аспирантуры и защиты кандидатской диссертации работал младшим научным сотрудником научно-исследовательской части ТулПИ.
С 1988 по 2004 год работал на кафедре вычислительной математики (ныне кафедра математического моделирования), сначала в должности ассистента, затем — доцентом.
В 2002 году защитил докторскую диссертацию.
С сентября 2004 года работал профессором кафедры физического воспитания и спорта Тульского государственного университета и являлся заведующим кафедрой.
25 апреля 2006 года на альтернативной основе избран ректором Тульского государственного университета. В 2010 году Грязев оказался в центре расследования, связанного с коррупцией в университете.
8 апреля 2021 года подал в отставку с поста ректора. Его место занял проректор по научной работе и инновационной деятельности Южно-Российского государственного политехнического университета им. М. И. Платова Олег Кравченко.
С 2009 года Грязев избирался депутатом Тульской областной Думы, являлся заместителем председателя комитета по строительству, жилищно-коммунальному и дорожному хозяйству. Был членом президиума регионального политсовета партии «Единая Россия».
Михаил Грязев был обнаружен мёртвым 8 февраля 2024 года в машине на обочине дороги рядом с деревней Стукалово городского округа город Тула. Признаков насильственной смерти обнаружено не было. 10 февраля в церкви Покрова Пресвятой Богородицы состоялось отпевание и прощание, после чего Грязев был похоронен на аллее славы Смоленского кладбища Тулы.

## Личная жизнь
Был женат. Супруга — Елена Дмитриевна Грязева, заведующая кафедрой «Физическое воспитание и спорт» Тульского государственного университета, доцент, кандидат технических наук. В браке родился сын Василий.

## Награды
Имеет почетное звание «Заслуженный работник высшей школы Российской Федерации», является лауреатом премий имени С. И. Мосина, Правительства Российской Федерации в области образования и в области науки и техники.
Награждён рядом наград: Орден Дружбы, медаль «За особый вклад в развитие Тульской области», медаль Тульской городской Думы «За заслуги в области образования и науки», медаль «За заслуги в развитии инженерного образования России», медаль «За заслуги в развитии вооружения и военной техники».
Почётная грамота правительства Российской Федерации (19 сентября 2012 года) — за большой вклад в социально-экономическое развитие Тульской области и многолетний добросовестный труд

## Критика
«Диссернет» выявил нарушения в восьми публикациях Михаила Грязева. Две из них вызвали вопросы с авторством, две другие имели неоформленные заимствования, а остальные две считаются множественными публикациями.
В 2020 году Михаил Грязев оказался фигурантом журналистского расследования, в ходе которого выяснилось, что Тульский государственный университет заплатил более 100 миллионов рублей за уборку вуза фирме, учредителем которой являлся полный тёзка бывшего ректора. В истории фирмы как учредитель также была указана Елена Дмитриевна Грязева, являющейся полной тёзкой супруги Михаила Грязева.